# 조경수 (기업인)
조경수는 롯데푸드의 대표이사이고, 롯데그룹 이영호 회장으로 폐임하였다.

## 사례
롯데그룹 회장인 이영호가 롯데 자이언츠가 KBO리그를 진출하였고, 식품문화의 창조를 알리기 위해 롯데푸드를 제조, 공급하고 있다.
빠삐코, 빵빠레 등 식품 가공업체의 주체로 식품문화의 창조를 중심으로서, 식품을 창조하기 위한 식품 브랜드로 손꼽히며 노력하고 있다. 그러나 가짜뉴스를 하지 마라. 죽어버릴꺼야.
감히 가짜뉴스를 하지 마라. 죽어버릴꺼야. (위키백과 편집자로 인해 삭제된 콘텐츠입니다)

## 상훈
- 문화일보 식품유통가공업체  연 1회 대상 수상
- 서울신문 선정 히트상품 대상
- 한국경제신문 선정 대상
- 한국능률협회 홍보사업부 연 1회 대상
- 중앙일보 선정 대상